# West Highland White Terrier

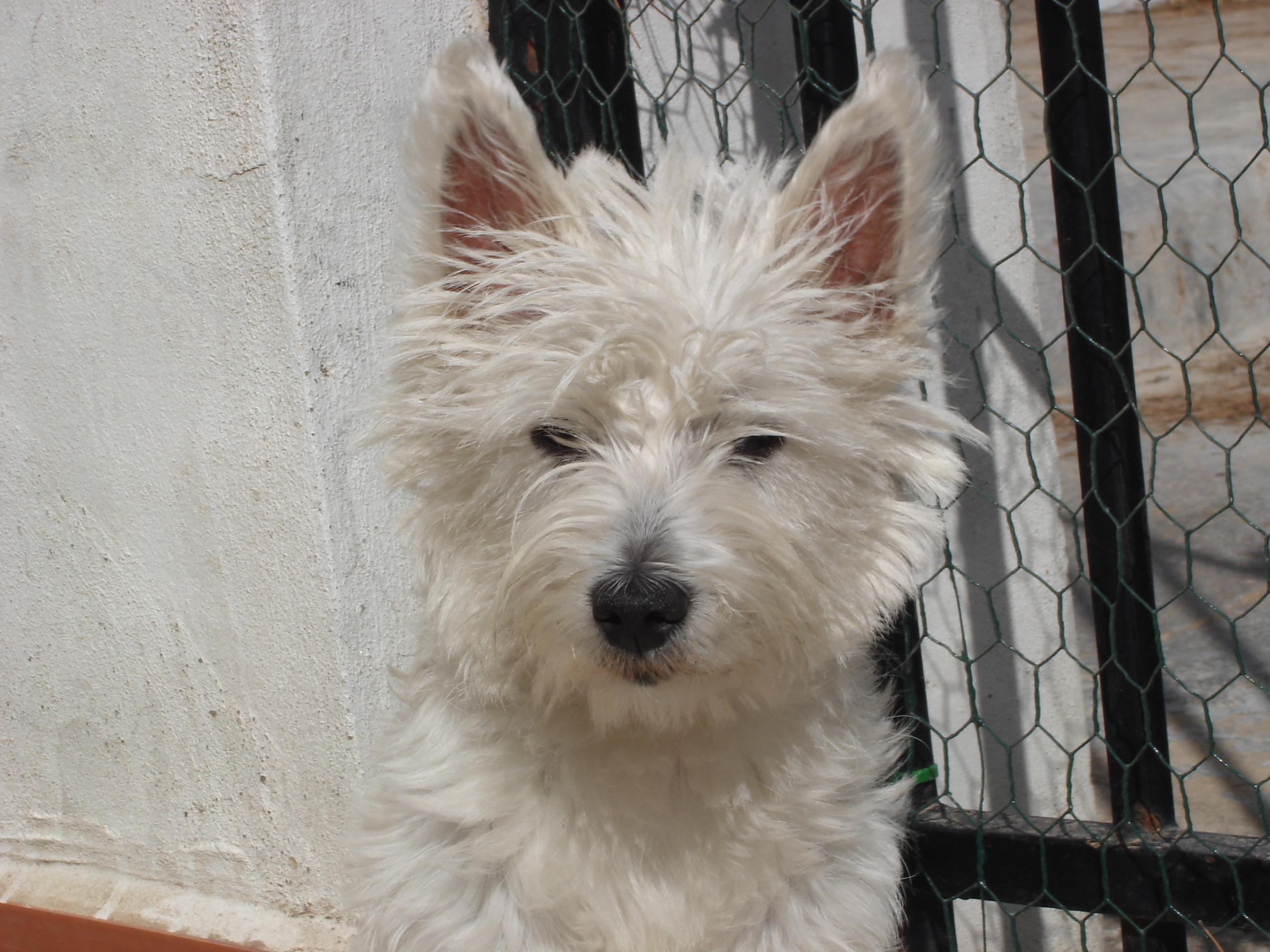
West Higland White Terrier

El West Highland White Terrier és una raça de gos procedent d'Escòcia, molt coneguda amb el nom de Westie. Es caracteritzen per ser només de color blanc brillant i per tenir una forta personalitat. Són amigables i de caràcter equilibrat. Com la majoria dels terriers són energètics i valents per naturalesa.

## Història
Els westies van aparèixer a principis del segle XX com a resultat de la selecció que es va fer dels exemplars de cairn terrier que tenien el pèl de color blanc o crema. El 1907 el Kennel Club els va acceptar com una raça perfectament diferenciada dels Cairn.
La família Malcolm va destacar pel suport que va donar a la raça. Es creu que el coronel Edward Donald Malcolm que tenia la seva residència a Poltalloch, a l'est d'Escòcia, és el creador d'aquesta raça el 1800. Tot i que altres fonts donen el mèrit al vuitè Duc d'Argyll com a creador de la raça, ja que hi va haver molta cooperació entre els dos homes. Van haver de passar més de cent anys de selecció per aconseguir les característiques desitjades, com el color blanc.
Inicialment la raça va ser anomenada Poltalloch Terriers, a causa del lloc on tenia la residència el coronel Malcolm, tot i que també eren coneguts com a Roseneath Terriers, que era el nom de la casa on vivia el Duc s'Argyll. A finals del segle xix ja va adoptar el nom actual.

## Morfologia

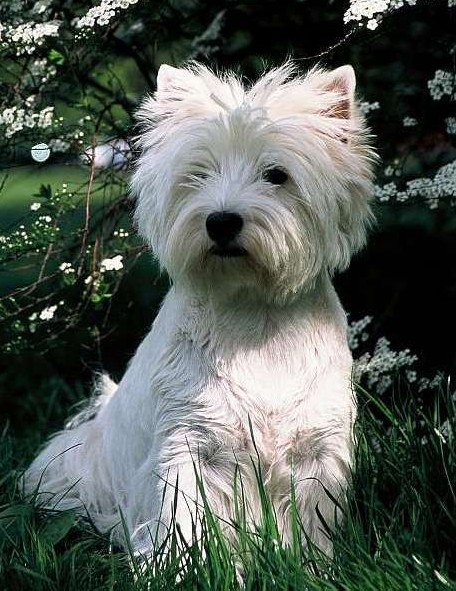
Westie

Les femelles són una mica més petites que els mascles. Tenen una dura i densa capa interna de pèl que contrasta amb una capa externa de pèl aspra d'aproximadament 5 cm de llarg. La seva capa de pèl requereix regularment manteniment i preparació. Alguns westies tenen brandy stains (taques de color morat perquè són tenyits però en algunes ocasions són verdes) a l'esquena i/o potes, si bé és acceptat no és desitjable en exemplars destinats per a la reproducció. El seu pelatge natural és de llargària mitjana i una mica escabellat com el del cairn terrier.
El crani és convex. Tot el cap està recobert per pèl abundant, i es porta en angle recte respecte l'eix del coll. Depressió fronto-nasal (o stop) és poc pronunciada. El nas és sempre negre. La mandíbula és semblant a la de la guineu, amb dents grans respecte a la mida del gos. Els ulls són ametllats i de mida mitjana. Estan separats entre ells en funció de l'amplada del cap, i lleugerament enfonsats en el cap, cosa que els dona una mirada penetrant. Són sempre de color fosc. Les orelles són petites, en punta i estan recobertes de pèl curt i llis.
El coll és musculós i amb forma cònica, és a dir, es va eixamplant des del cap fins a les espatlles. La cua mesura entre 12,5 i 15 cm i està recoberta de pèl dur. És d'inserció alta i es duu alçada, però sense enrotllar-se. Les potes davanteres són més grans que els de darrere. Tots quatre tenen forma arrodonida i són forts, amb pèls curts entre els espais interdigitals.

## Temperament

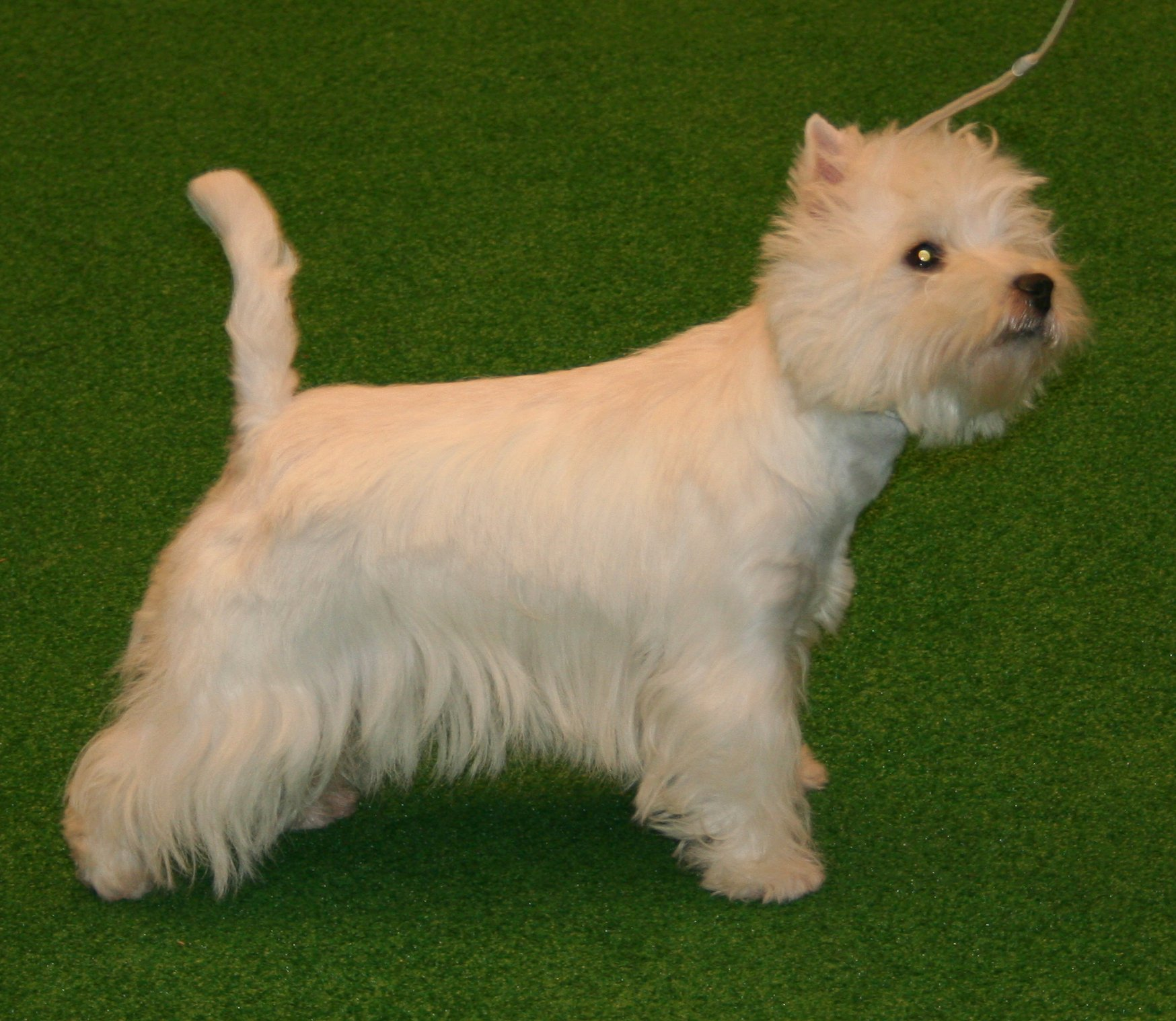
Westie

Aquesta raça, descendeix del cairn terrier i algunes de les seves característiques són la tendresa i el gran afecte cap a altres animals. La seva genètica li ha dotat d'un temperament tal que indueix a molts a anomenar-los gossos bells i afectuosos.
No necessita exercitar-se amb freqüència, sent una de les mascotes ideals per viure en apartaments a causa de la seva petita mida i del seu nivell mitjà d'energia. No obstant això, cal entrenar-los de forma regular i consistent. Sol ser un gos que està en posició d'alerta sortint en defensa del seu territori quan el sent amenaçat, el que per la seva petita grandària el converteix en un excel·lent gos alarma, ja que bordarà furiosament quan percebi sorolls o gent estranya aproximant-se. Si no se li comença a ensenyar des que arriba a la llar a respectar altres mascotes pot ser que es mostri agressiu amb elles.
Com tots els gossos, el westie respon de manera entusiasta a l'afecte i a les bones formes en lloc de la crueltat i dels maltractaments. Sent un terrier, la seva tossuderia serà llegendària, i farà que els entrenaments siguin una prova de paciència per a l'amo. És recomanable començar a ensinistrar-lo des del moment que entra a casa (normalment sent cadells) perquè s'adapti i aprengui a comportar-se, ja que el seu caràcter li farà provar els límits a la recerca de ser el líder i només acostumant-se des del principi a les ordres aprendrà a viure en harmonia.

## Manteniment
Els westies són propensos a tenir erupcions amb la pell seca i el bany freqüent pot agreujar aquests problemes. El banyar-los un cop al mes, o en un interval més llarg, no causa generalment problemes. És recomanable usar sabons neutres o xampús per a nadons i evitar els productes amb substàncies agressives, excepte prescripció veterinària. Després de banyar-los s'ha de prestar particular atenció a eixugar molt bé les orelles amb una tovallola. Si se li raspalla diàriament o regularment, el seu pèl es mantindrà saludable i brillant. També és aconsellable realitzar de tant en tant un raspallat mitjançant l'arrencat del pèl mort (es coneix com a stripping), és un mètode totalment indolor que és realitzat per un professional coneixedor de l'estètica canina. Aquest tipus d'arranjament mantindrà la textura i característiques pròpies la capa blanca del westy. També cal netejar les orelles setmanalment amb un tros de cotó fluix mullat amb aigua per eliminar l'acumulació de cera i evitar possibles infeccions. Cal posar especial atenció en netejar amb un drap humit el pèl al voltant del musell després d'haver menjat o d'haver cavat algun clot. Igualment s'han de netejar els llagrimals per evitar l'acumulació de lleganyes, ja que en ser un gos de color blanc si no es cuida diligentment de mantenir netes aquestes parts les mateixes lluiran un antiestètic color cafè i faran que llueixi brut o descuidat. Quan són mascotes s'han de netejar amb tovalloletes humides per a nadons, sobretot la part de la panxa, ja que en ser un gos de potes curtes es mulla quan fa pipí i acaba agafant un lleig color groguenc.

## Salut
Els cadells de westie poden patir una malaltia anomenada osteopatia craniomandibular, coneguda com a "maixella del westie o scottie" que consisteix en el creixement anormal de l'os de la maixella. Aquesta malaltia genètica és de caràcter autosòmic recessiu, cosa que significa que perquè un cadell la presenti ambdós pares han de tenir el gen i transmetre'l al cadell. Desafortunadament l'única manera de saber si algun exemplar de reproducció conté aquest gen és quan neix algun cadell i presenta aquesta anomalia, el mateix criador no sabrà que algun exemplar té aquesta anomalia fins que neixi la ventrada.
Aquesta condició usualment es presenta quan el cadells té entre 3 i 6 mesos d'edat i desapareix als 12 mesos. Generalment el diagnòstic es fa després d'haver-li fet radiografies. El tractament dels símptomes consisteix a proveir medicaments que ajudin al cadell a suportar aquest període, permetent-li menjar i utilitzar el seu musell sense que pateixi dolor. Els corticoesteroides són els agents terapèutics que s'utilitzen amb més freqüència. La malaltia desapareix espontàniament quan el període de creixement s'acaba. Només en casos molt severs, que no responguin al tractament, es considera l'eutanàsia.